# طفلان مسلم
طفلان مسلم (نیز: دو طفل مسلم یا دو طفلان مسلم) اصطلاحی است میان شیعیان که اشاره دارد به ابراهیم و محمد، دو پسر مسلم بن عقیل و از همراهان حسین بن علی که در واقعهٔ کربلا حضور داشتند اما پس از پایان جنگ فرار کرده و بعد از دستگیری و گذراندن یکسال زندان کشته شدند.

## ماجرای طفلان مسلم
یکی از وقایع مشهور که در مراسم مربوط به عاشورا نقل می‌شود، ماجرای طفلان مسلم بن عقیل است. نخستین خبر در مورد آن‌ها حدوداً ۲۳۰ سال بعد از واقعهٔ کربلا نوشته شد. نویسندهٔ این خبر «محمدبن جریرطبری» متوفا به سال ۳۱۰ هجری بود. طبری این خبر را شفاهاً به اسناد زیر نقل می‌کند؛ «حدثنی زکریاء بن یحیی الضریر، قال؛ حدثنا احمد بن جناب المصیبی، قال؛ حدثنا خالد بن یزید بن عبدالله القسری، قال حدثنا عمار الدهنی عن ابی جعفر.»۱۴ متن خبر چنین است؛ «هنگامی که اسرا را به کوفه آوردند، دو پسر بچه عبدالله بن جعفر یا فرزند فرزند جعفر برفتند و به مردی از قبیله طی پناهنده شدند. وی گردن شان را زد و سرشان را نزد عبیدالله بن زیاد آورد. عبیدالله دستور داد گردن خود او را بزنند و خانه‌اش را ویران کنند.»۱۵
عدهٔ زیادی از مورخان در درستی این داستان تردید کرده‌اند زیرا مسلم دو پسر به نامهای محمد و عبدالله داشته که هر دو در روز عاشورا کشته شدند و اصلاً فرزندی به اسم ابراهیم نداشته است.
البته روایت دیگری نیز هست که طفلان مسلم توسط زنی در خانه فردی به نام حارث پناه داده می‌شوند و حارث بعد از مطلع شدن گردن ان‌ها را می‌زند
وقتی سر دو طفل را نزد ابن زیاد می‌برد خود او گردن زده می‌شود